# Hustler White
Hustler White è un film del 1996 diretto da Bruce LaBruce in collaborazione con il fotografo losangelino Rick Castro. Il film appartiene al filone New Queer Cinema e rende omaggio ai classici del cinema hollywoodiano, come Viale del tramonto, di cui in parte ripercorre la trama.
Il film ha per protagonista il modello Tony Ward (modello noto per aver interpretato alcuni dei video musicali di Madonna) nei panni di Montgomery Ward, un prostituto che diventa l'oggetto del desiderio del giornalista Jürgen Anger (interpretato dallo stesso La Bruce). Con il pretesto di documentari per un suo libro sul mondo della prostituzione omosessuale maschile, Anger seguirà ogni mossa di Montgomery, documentando il mondo decadente del sesso in vendita, tra set pornografici e abuso di droghe.
Come tutte le pellicole di La Bruce, il film contiene molte scene di sesso esplicito, cosa che ha comportato per la pellicola il divieto di visione ai minori di 18 anni. Il film è disponibile in Italia in DVD nella collana "Queer" della Dolmen Home Video in lingua originale sottotitolato.